# كوبي أوز
كوبي أوز (بالعبرية: קובי אוז‏) هو كاتب أغاني وملحن وكاتب ومغني إسرائيلي، ولد في 17 سبتمبر 1969 في سديروت في إسرائيل.

## وصلات خارجية
- كوبي أوز على موقع IMDb (الإنجليزية)
- كوبي أوز على موقع ميوزك برينز (الإنجليزية)
- كوبي أوز على موقع ديسكوغز (الإنجليزية)
- كوبي أوز على موقع ديسكوغز (الإنجليزية)
- كوبي أوز على موقع قاعدة بيانات الفيلم (الإنجليزية)